# 但丁·加百列·羅塞蒂

自畫像，1847年

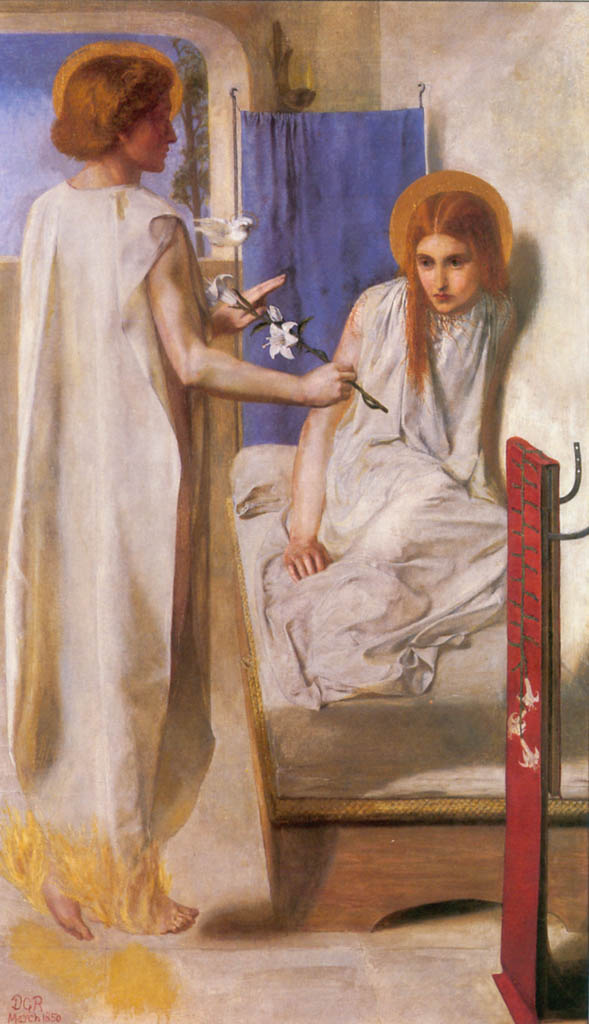
描繪馬利亞的《Ecce Ancilla Domini!》

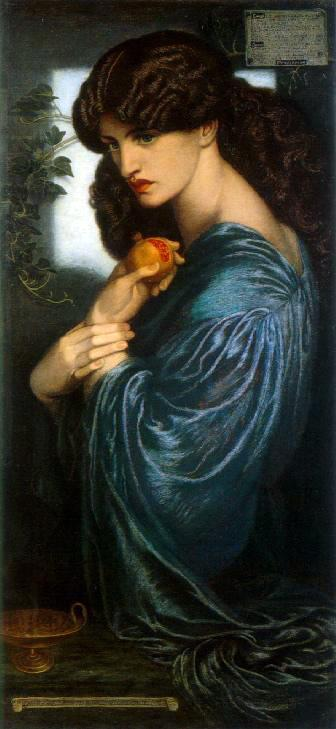
《普洛塞庇娜》，模特兒珍·莫里斯為羅塞蒂的情婦之一

加百利·查理斯·但丁·羅塞蒂（英語： /ˈdænti ˈɡeɪbriəl rəˈzɛti/1828年5月12日—1882年4月9日）是英國畫家、詩人、插圖畫家和翻譯家，是前拉斐爾派的創始人之一。

## 生平
加百利·查理斯·但丁·羅塞蒂（Gabriel Charles Dante Rossetti）於1828年生於英國倫敦，是義大利裔學者加百利·羅塞蒂（Gabriele Rossetti）之子；其親友多以其本名「加百利」稱呼，不過他為了與同名同姓的老父區分，以及攀附著名大文豪但丁，在公眾場合中多用其中間名但丁。他亦為詩人克莉斯緹娜·羅塞蒂（Christina Rossetti）和畫家威廉·麥克·羅塞蒂（William Michael Rossetti）之胞兄，也是前拉斐爾派的三位創始人之一。另外兩人是約翰·艾佛雷特·米萊和威廉·霍爾曼·亨特。
在他年幼的時候，他表現出對於文學上的興趣，如同他的兄弟姊妹一樣，他希望成為一個詩人。不過他也想成為一個畫家，對中世紀的義大利藝術極感興趣。接著他成為福特·馬多克斯·布朗（Ford Madox Brown）的學生，在他接下來的生命中一直和布朗保持緊密的關係。
在看過霍爾曼·亨特所繪的The Eve of St. Agnes展覽後，羅塞蒂和亨特成為了要好的朋友。亨特所插畫的是當時還不知名的詩人约翰·濟慈所作的詩，而羅塞蒂自己曾寫過模仿濟慈的詩，因此他相信亨特和他在藝術及文學上有著相同的看法。他們一起發展了前拉斐爾派，羅塞蒂總是喜歡中世紀的、而不是現代的藝術。他翻譯並出版了但丁和其他中世紀義大利詩人的作品，而他的藝術作品也被人認為是包含了早期義大利的風格。
不過羅塞蒂主要的畫作顯示了前拉斐爾派運動早期中現實主義的代表作。他所繪的《Girlhood of Mary, Virgin》和《Ecce Ancilla Domini》將馬利亞描繪成憔悴而受壓抑的少女。他唯一一幅以現代生活為主題的畫作是未完成的《發現》（Found），描繪一名趕集的鄉村青年認出了他昔日的情人，卻發現她已淪為娼妓而氣憤的抓住她。無論如何，羅塞蒂越來越偏向象徵的和神話的畫像，而不是以現實為題材。這也和他稍後在詩詞上的表現一致。
他在藝術和文學上的發展都深受生命中的大事所影響，尤其是1862年他的妻子伊麗莎白·西德爾（Elizabeth Siddal）的去世。她在生下一名死嬰後服用過多鴉片酊而死。羅塞蒂變的越來越沮喪，在她的墓地前埋葬了大量未發行的詩稿。他將西德爾想像為但丁所單戀的與貝緹麗彩·坡提納里（Beatrice Portinari）畫出許多作品。
這些畫作影響了後來歐洲的象徵主義運動。在這些作品裡，羅塞蒂對女人的描繪幾乎過分的格式化。他的女管家芬妮·康佛絲（Fanny Cornforth）成為他的新戀人，他在畫作裡將她描繪為肉體性慾的象徵，而威廉·莫里斯的妻子珍·莫里斯（Jane Morris）則成為他另一位情婦，則被描繪的如同天上的女神一般。

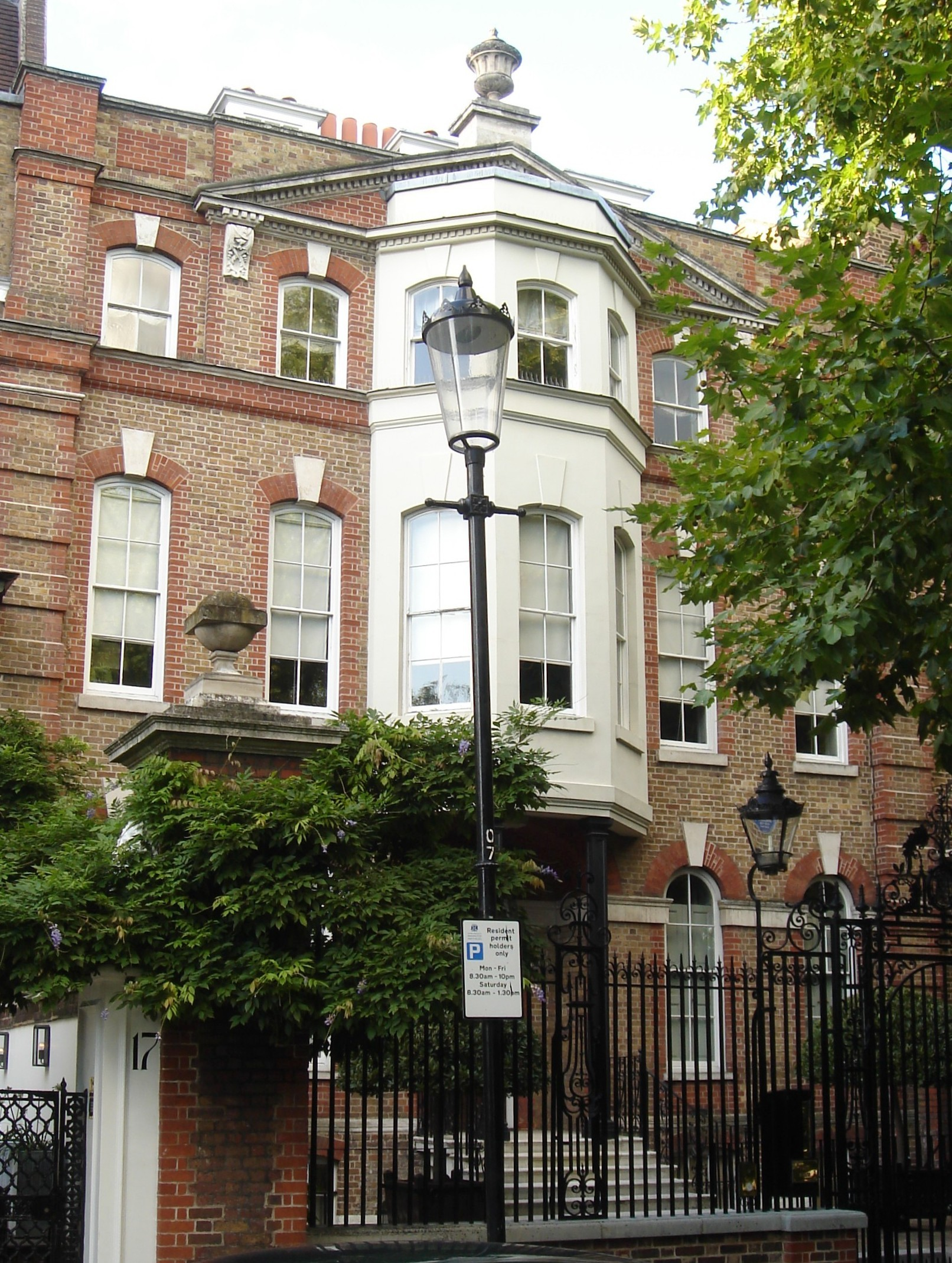
切恩道16号

妻子去世后，羅塞蒂在切尔西的切恩道（Cheyne Walk）16号租了一栋都铎住宅，在那里生活了20年之久，周围是奢华的家具，以及一群异国情调的动物。.
在這段期間，羅塞蒂開始對異國動物相當著迷，尤其是澳洲袋熊（Wombat）。他常約朋友在摄政公园倫敦動物園的“袋熊窩”會面，並且會自己在那裡觀賞袋熊好幾個小時。到了1869年9月，他終於獲得了一隻袋熊，這隻短命的袋熊被暱稱為“Top”，他常常將它帶到餐桌上，讓它在晚餐進行時睡在餐桌中央。據說這段軼事啟發了路易斯·卡羅，創造了愛麗絲夢遊仙境中的榛睡鼠角色。罗塞蒂对异国动物的迷恋持续了一生之久，最终购买了一只大羊驼和一只大嘴鸟，他戴着牛仔帽，骑着羊驼，绕着餐桌转圈取乐。
在這幾年中，羅塞蒂被朋友們說服，將他當年埋在妻子墳裡的詩稿掘出，並在1871年發表了這些詩。這些詩裡帶有的色情性引起相當爭議，被批評為“肉慾的詩詞”。在描寫於肉體和精神上發展親密關係的十四行詩The House of Life 中，其中一段“Nuptial Sleep”描述一對男女在性交後陷入沉睡，羅塞蒂描述這首十四行詩由“‘瞬間’的紀念”所組成，暗示著那一瞬間的感覺，也就讓人聯想到他所描寫的是什麼了。The House of Life 便是一系列描述這“瞬間”的關係—精心設計放置鑲嵌畫在最激烈的描述片段。這成為了羅塞蒂在文學上的主要成就。
羅塞蒂也替他的畫作寫下十四行詩，例如Astarte Syraica。身為一個設計師，他和威廉·莫里斯一起製作了許多裝飾玻璃和其他東西的圖案。
1872年6月，罗塞蒂因无法接受对自己诗作的辛辣批评而精神崩溃，虽然当年九月他前往凯尔姆斯科特与珍会面，但后者说他仍然需要靠安眠药和酒度日。次年夏天罗塞蒂精神转好，因而得以为珍和阿历克斯·韦尔丁绘制肖像 。但后来因为对安眠药上瘾而身體逐漸虛弱。他於1882年因罹患布赖特氏病去世，死後葬在肯特郡濱海比爾琴頓諸聖教堂（All Saints）的墓園裡。

## 羅塞蒂的一些作品

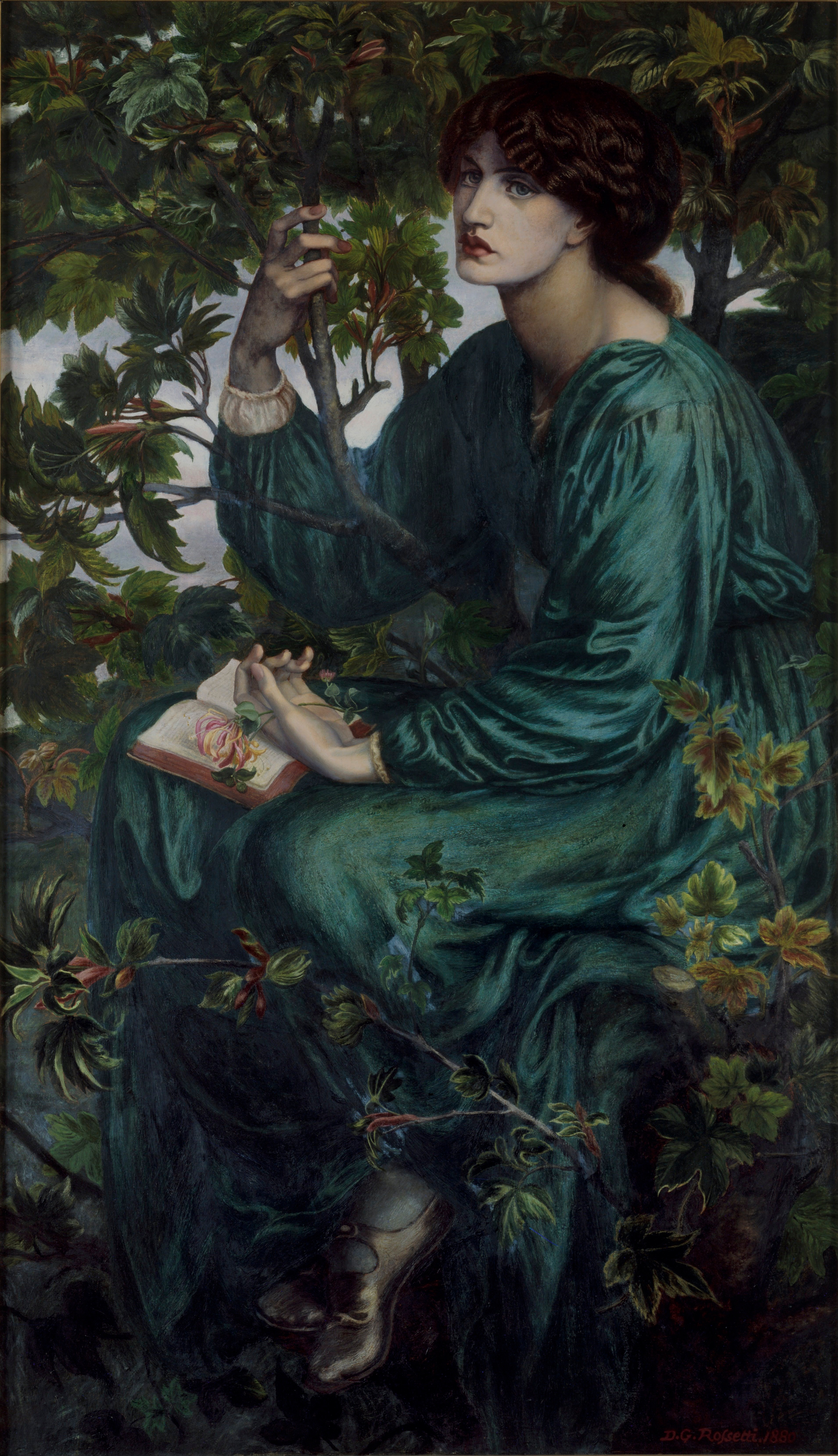
白日夢（The Day Dream），1880年
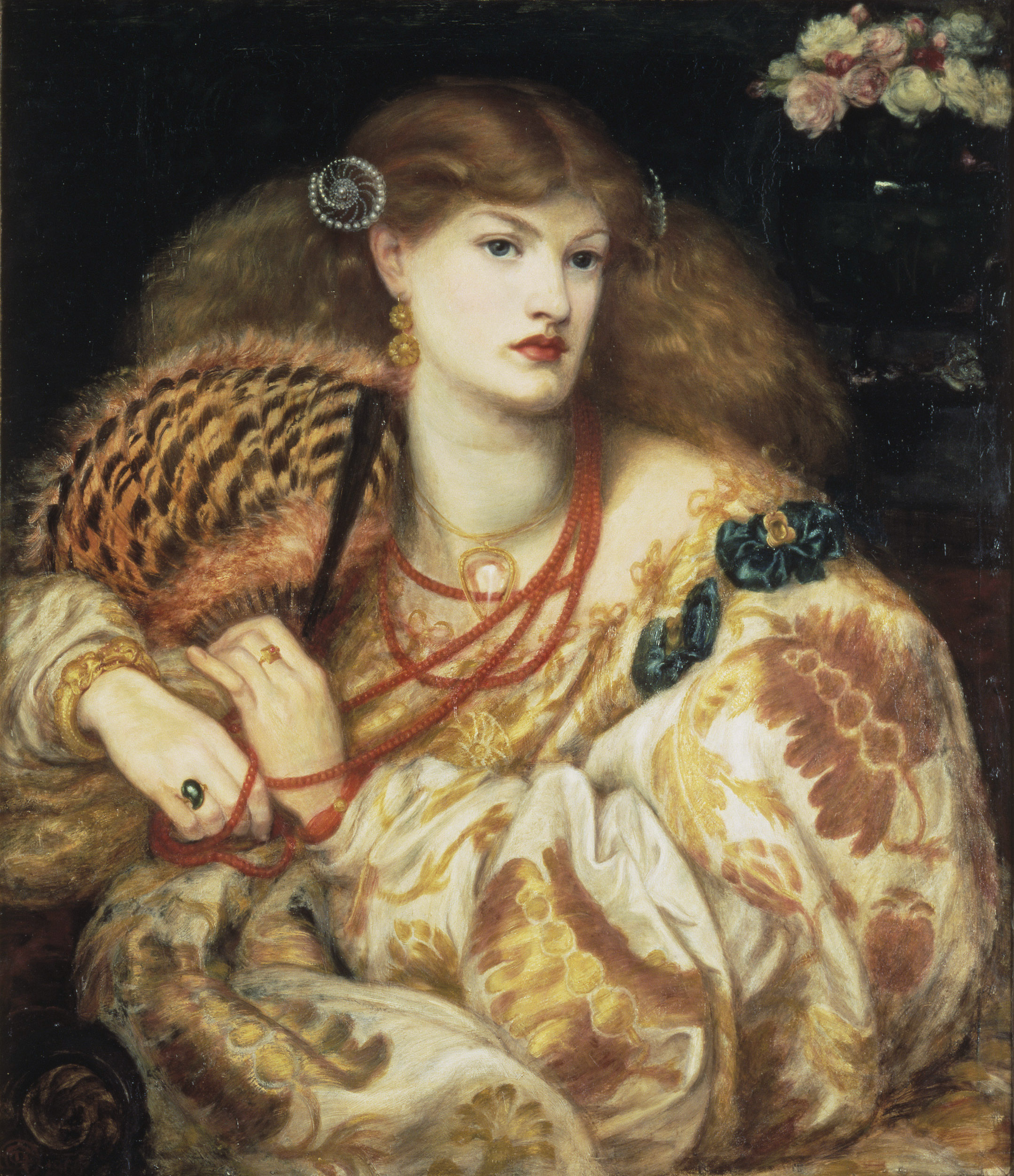
Monna Vanna, 1866
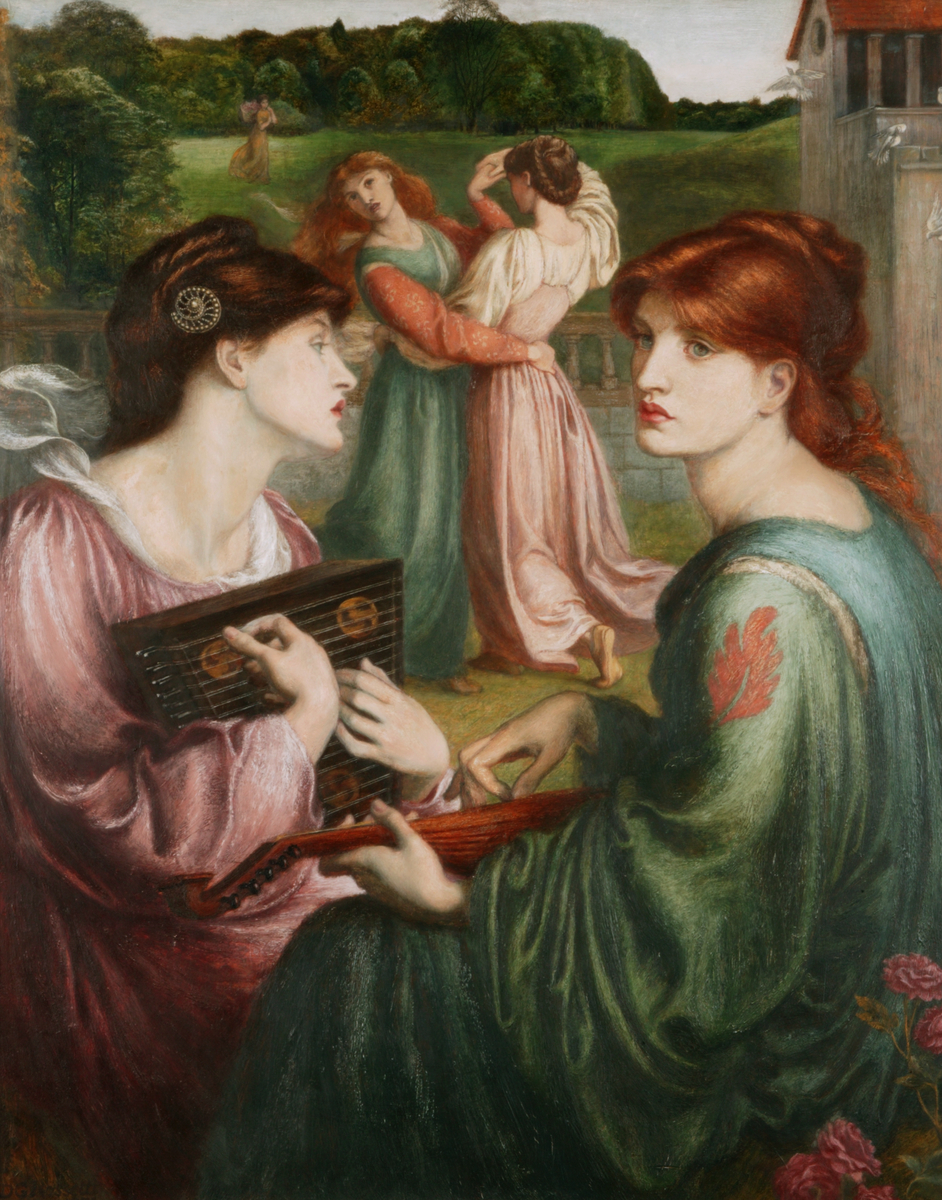
The Bower Meadow, 1872
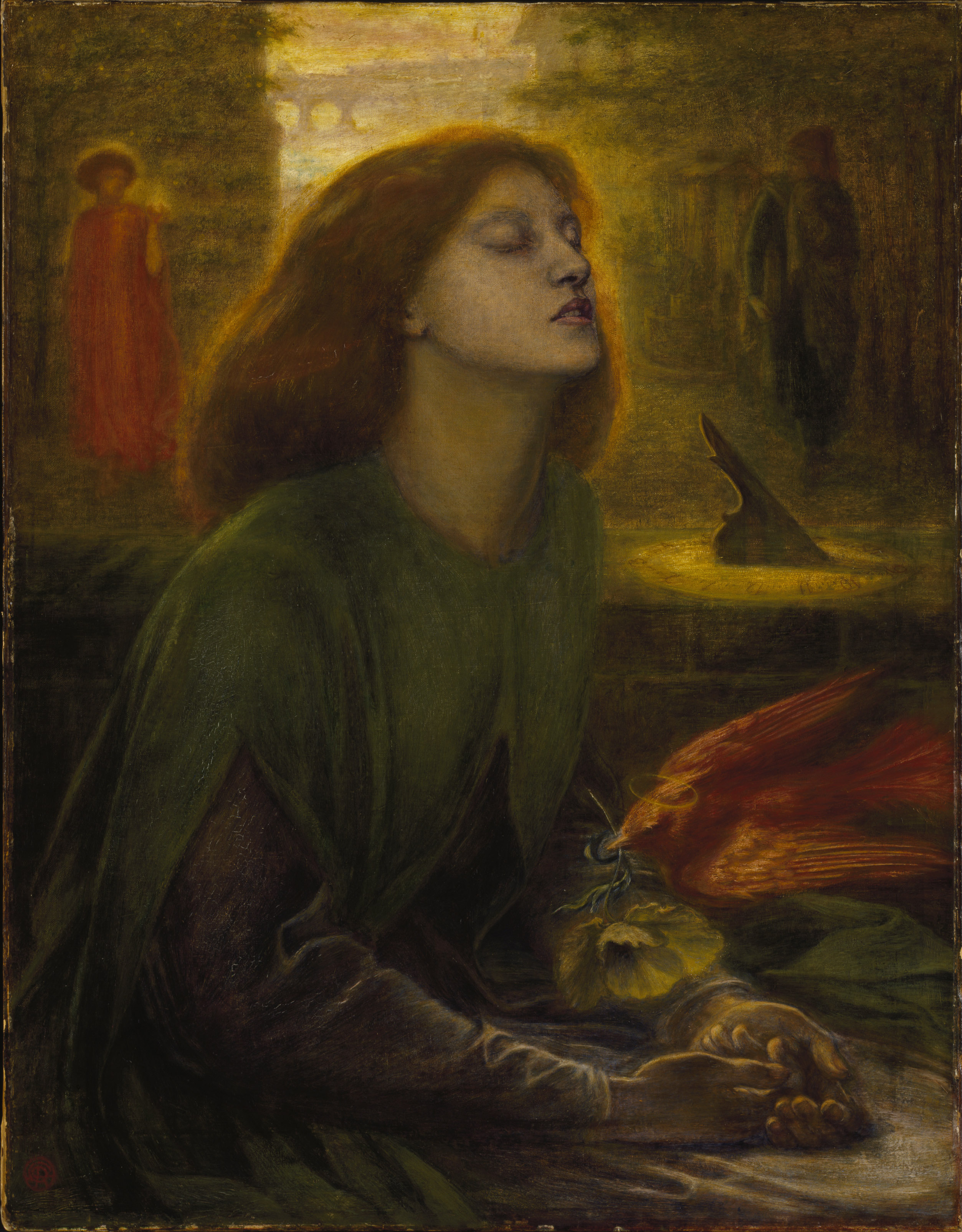
Beata Beatrix, 1863
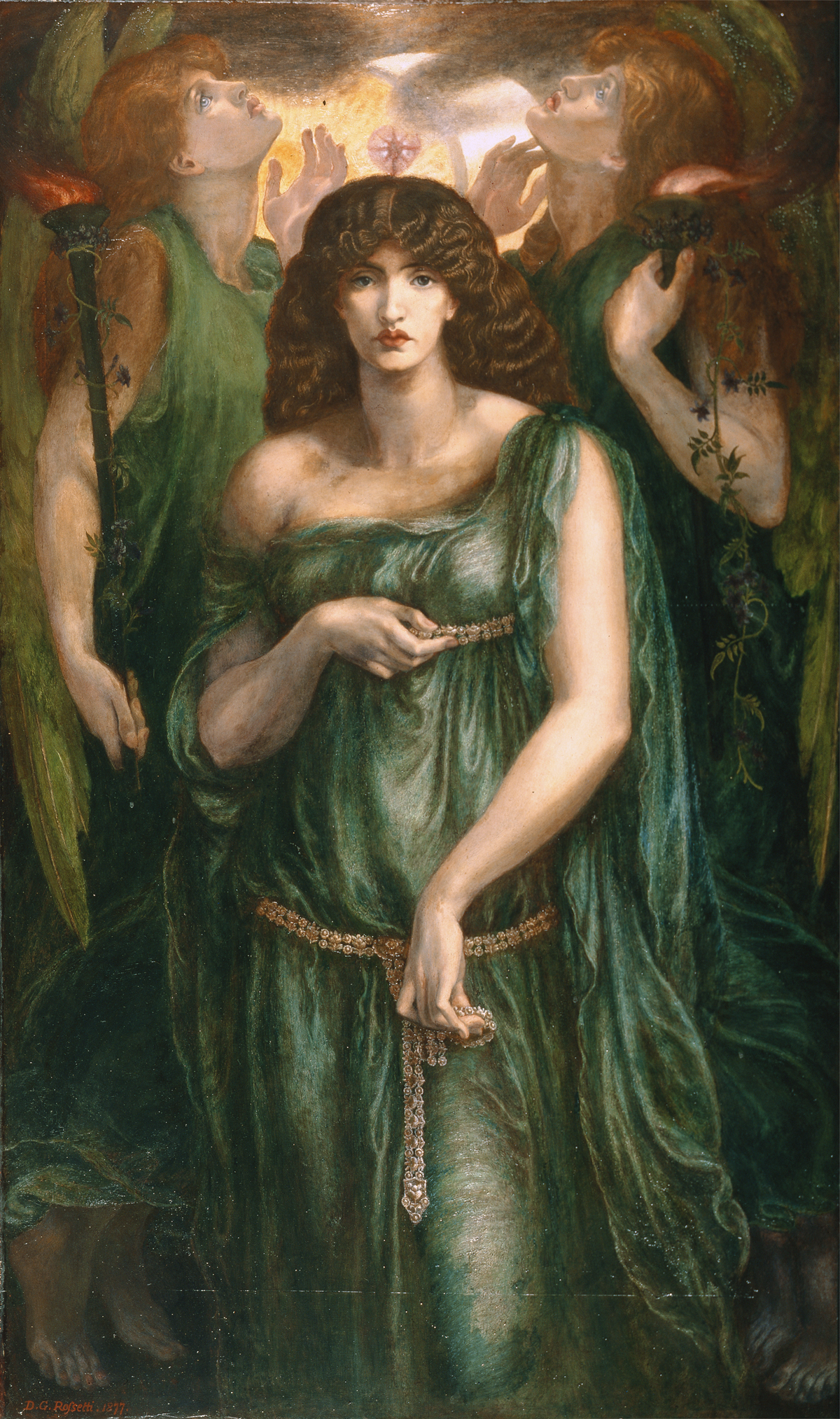
Astarte Syriaca, 1877, 現存曼彻斯特市立藝術畫廊
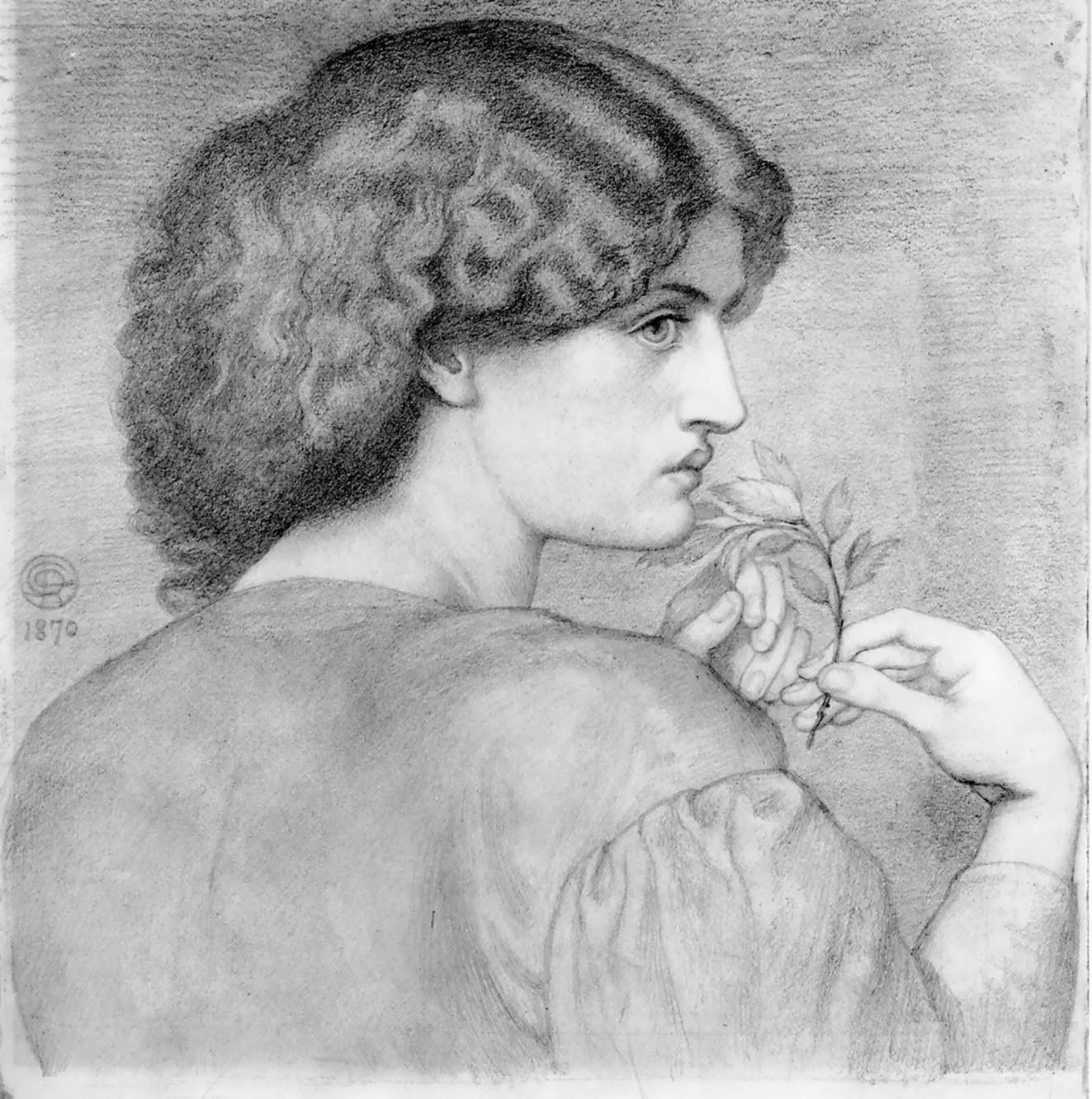
The Roseleaf, 1865
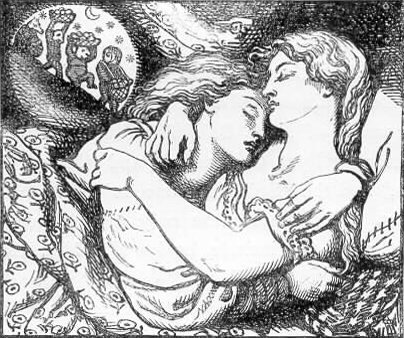
Goblin Market and Other Poems裡的插畫(1862), 羅塞蒂的妹妹克莉斯緹娜·羅塞蒂出版的第一本書

## 擴展閲讀
- Dante Gabriel Rossetti by Julian Treuherz, Liz Prettejohn and Edwin Becker (November 2003)
- Dante Gabriel Rossetti: Collected Writings by Jan Marsh (April 2000)
- Dante Gabriel Rossetti and the Game That Must Be Lost by Jerome McGann
- Dante Gabriel Rossetti by Russell Ash (September 1995)
- The Correspondence of Dante Gabriel Rossetti, Vol. 1, 4 & 5 by William Fredeman
- Prelude to the Last Decade: Dante Gabriel Rossetti in the Summer of 1872 by William Fredeman

## 外部連結
- . （原始内容存档于14 April 2021）.
- Dante Gabriel Rossetti的作品  - 古騰堡計劃
- 互联网档案馆中但丁·加百列·羅塞蒂的作品或与之相关的作品
- 來自但丁·加百列·羅塞蒂的LibriVox公共領域有聲讀物
- Archival material at 利兹大学图书馆
- 47 件作品，但丁·加百列·羅塞蒂，Art UK
- .   [2022-07-27]. （原始内容存档于2022-07-27）.
- . preraphaelites.org.org. （原始内容存档于13 July 2009）.
- .   [16 July 2019]. （原始内容存档于25 March 2004）.
- Dante Gabriel Rossetti Collection. General Collection, Beinecke Rare Book and Manuscript Library.
- Poems by Dante Gabriel Rossetti at English Poetry （页面存档备份，存于）